# История флага Сербии

Государственный флаг Сербии

Флаг Сербии для гражданского использования

Флаг Сербии представляет собой трёхцветное прямоугольное полотнище с горизонтальными полосами красного, синего и белого цветов (так называемые панславянские цвета) и гербом Сербии. Он считается одним из национальных символов не только действующей Республики Сербии, но и всех сербов мира. Утверждён официально 11 ноября 2010 года. Трёхцветный красно-сине-белый флаг лежит в основе флагов Республики Сербской и Воеводины, а также Сербской православной церкви.

## Средневековье
Первое описание сербского флага датируется 1281 годом, когда летописи Дубровницкой республики описали «флаг красного и голубого цветов», который был у Стефана Владислава. Доподлинно неизвестно, как располагались цвета, однако историки выдвигают версию о полотнище с двумя горизонтальными полосами. Знамя, которое было у Стефана Владислава (правил в 1233–1243, ум. после 1264), гораздо старше, чем его описание.
Единого сербского флага не было в Средневековье: только сербская знать могла использовать собственные гербы и цвета. Собственный флаг был у царя Стефана Душана, коронованного в 1345 году как «царь сербов и греков»: зелёное знамя с золотой каймой по бокам. В 1339 году географ Анджелино Дульсерт подарил царю знамя серебряного цвета с красным двуглавым орлом, которое и было отмечено на карте Дульсерта как флаг Царства сербов и греков. Историки считают, что сербы использовали довольно часто флаги с крестами: например, серебряный крест на красном фоне, хотя красный и синий цвета доминировали в Средневековой Сербии. Ещё один флаг царя Душана — треугольное красно-жёлтое полотнище — хранится в монастыре Хиландар.

## Сербские повстанцы

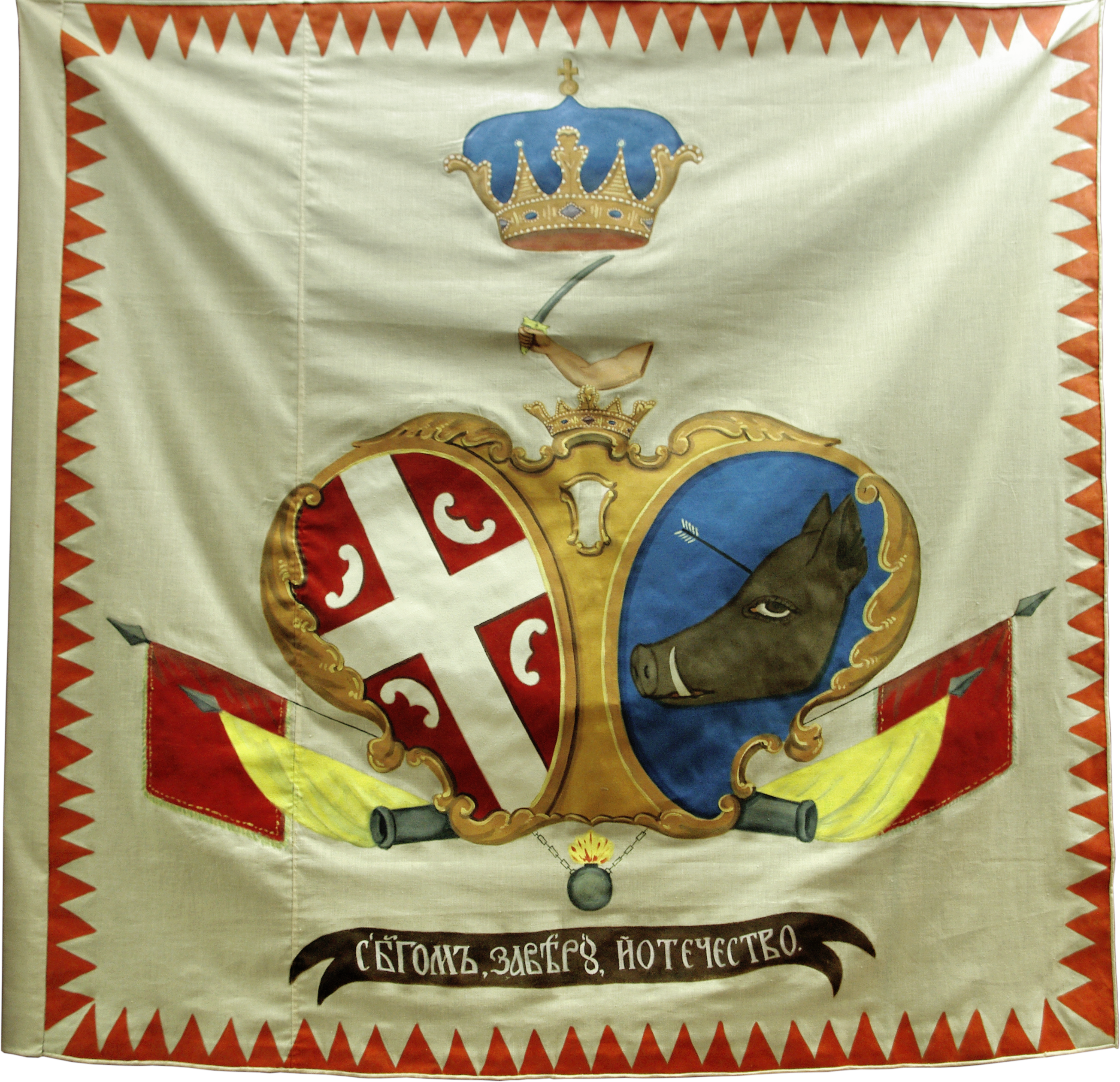
Один из флагов Первого сербского восстания

В дни Первого сербского восстания (1804—1813) повстанцы использовали разнообразные флаги: как описывает Матфей Ненадович, использовалось нередко бело-красно-синее полонтище с тремя крестами; флагами воевод были красно-белые знамёна с чёрным двуглавым орлом; также были распространены красно-жёлтые, красно-бело-синие и красно-синие флаги. Многие из этих флагов были основаны на изображениях в книге Христофора Жефаровича Stemmatographia 1741 года. Чаще всего изображались на флагах сербский крест (оцило), герб Трибалии и разнообразные кресты. Значительную часть флагов создали в Сремских-Карловцах художники Стефан Гаврилович, Илия Гаврилович и Никола Апостолович.
Во время Второго сербского восстания (1815—1817), возможно, использовался белый флаг с красным крестом в середине: он изображён на картине Паи Йовановича «Второе сербское восстание». Однако правитель независимой от Турции Сербии Милош Обренович стал использовать красно-сине-белое знамя. Турецкий султан возмущался тем, что этот флаг ему напоминает французский флаг, и чтобы умилостивить султана, Милошу пришлось заплатить тому большую сумму денег. Султан же в ответ издал ферман, по которому определил цвета флага — красный, синий и белый. Позднее синий стал голубым, но основная гамма цветов не изменилась.

## Независимая Сербия

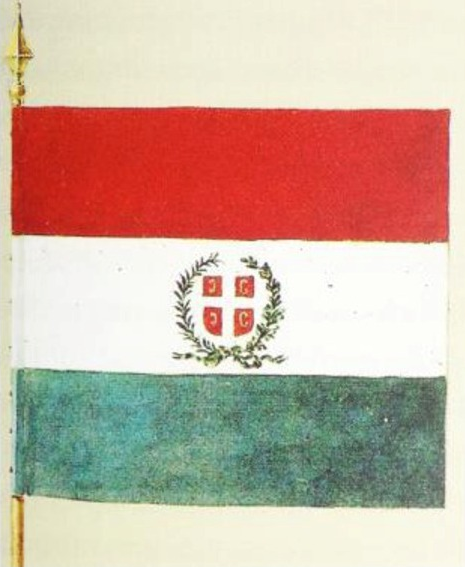
Флаг Сербии 1835 года

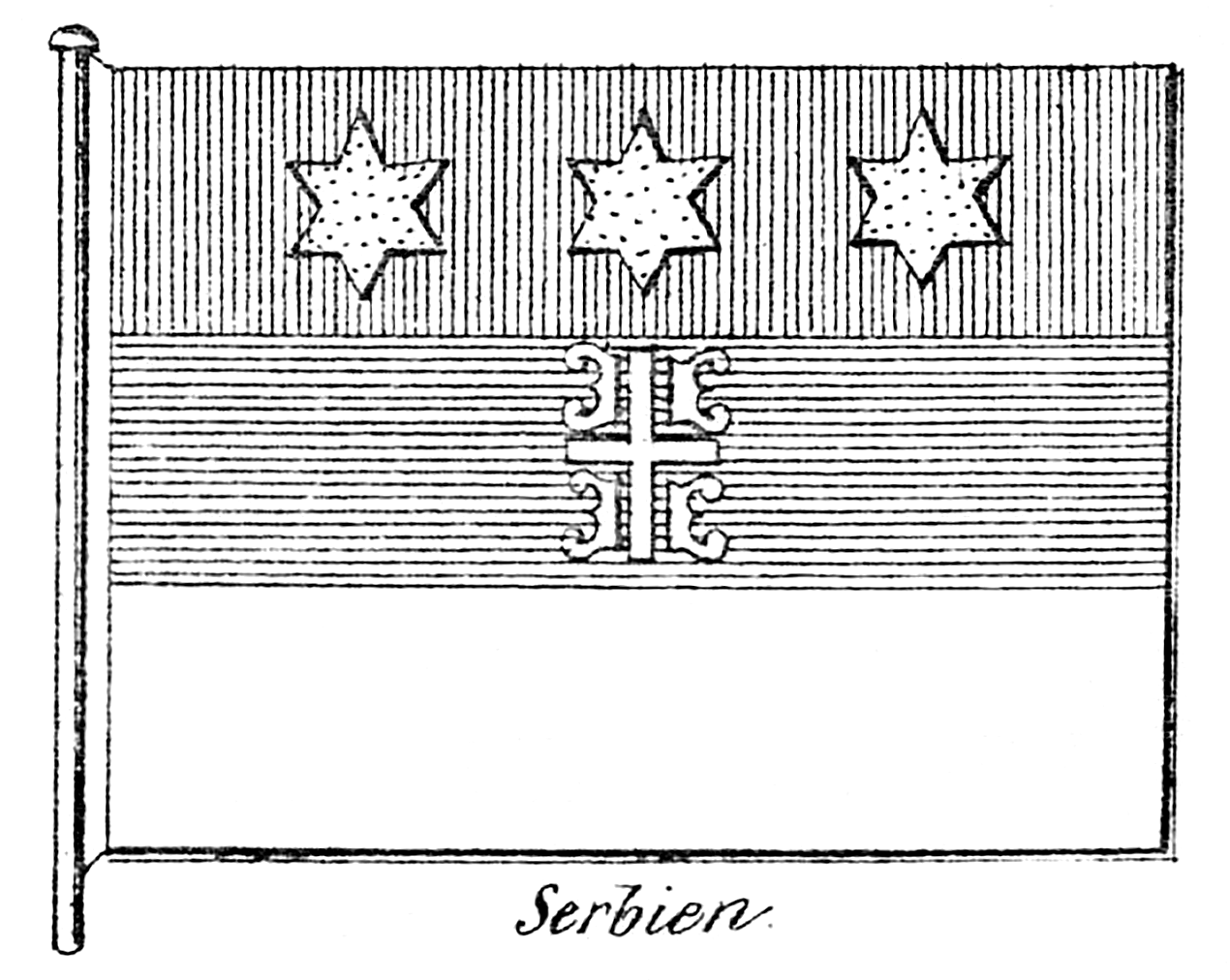
Торговый и гражданский флаг 1868—1872 гг.

Конституция 1835 года описывала сербский флаг как полотнище с красным, белым и сине-стальным цветами. Конституцию раскритиковали во многих странах, в том числе и в России, назвав её более либеральной, чем французская, и даже сравнив цвета с флагом Франции. Позже Милош Обренович потребовал от Османской империи внести в Конституцию положения о флаге и гербе, и султанский ферман в том же 1835 году позволил сербам использовать собственный морской флаг с тремя полосами — верхней красной, средней синей и нижней белой. Какое-то время, существовал вариант флага с государственным гербом в центре и тремя белыми полумесяцами над ним, но с 1838 года полумесяцы были заменены четырьмя белыми звёздами, располагавшимися у крыжа наверху. В торговом и гражданском флаге, использовавшемся в 1868-1872 годах звёзды уже были золотыми, их количество сократилось до трёх, а располагались они в красной полосе.
В настоящее время в Сербии не считают обстоятельной версию о происхождении своего флага от флага революционной Франции, считая более правдоподобной и близкой к истине версию о том, что флаг Сербии появился на основе флага России и представляет собой не что иное, как перевёрнутый на 180 градусов флаг России. В Сербии распространена такая трактовка среди многих жителей, поскольку Россия внесла большой вклад в освобождение Сербии от турецкого владычества и признание её государственной независимости. Красно-сине-белое полотнище было флагом Сербии до 1918 года, пока та не вошла в состав Королевства сербов, хорватов и словенцев.

## Югославские цвета
Флаг Югославии представлял собой сине-бело-красное полотнище. В годы Второй мировой войны красно-сине-белый флаг использовался коллаборационистами правительства Милана Недича: на этом флаге изображался двуглавый белый орёл без корон как герб Недичевской Сербии. Флаг прекратил использоваться после того, как правительство было свергнуто партизанами Иосипа Броза Тито, которые использовали свою версию красно-сине-белого флага с пятиконечной звездой в белой полосе. 
В послевоенные годы была образована Социалистическая Федеративная Республика Югославия, составленная из шести республик со своими флагами и гербами. Социалистическая Республика Сербия получила красно-сине-белый флаг с большой красной пятиконечной звездой правильной формы с золотой каймой. Он и использовался Сербией вплоть до распада Югославии. Звезда использовалась каждой республикой и по размерам была гораздо больше, чем на партизанском флаге.

## После распада Югославии
После распада Югославии в 1990 году были внесены изменения в Конституцию Сербии, которые позволили изменять флаг и герб страны на основе референдумов. Несмотря на то, что на референдуме 1992 года подавляющее большинство граждан призвали не убирать звезду с флага, Скупщина Сербии всё же убрала звезду с флага в том же году, оставив прежним герб и вспомнив про него только в 2003 году. В 2006 году в Конституции Сербии говорилось о том, что государственные символы регулируются законом. 11 мая 2009 года был принят закон, который утвердил окончательно действующий красно-сине-белый флаг с государственным гербом. В ноябре 2010 года был изменён герб Сербии, что повлияло и на его изображение на флаге страны, который аналогично изменился и на флаге.
Красно-сине-белое полотнище использовали во время гражданской войны самопровозглашённая Дубровницкая республика (с гербом Дубровника), лидером которой был Ацо Аполонио, а также Республика Сербская (на территории Боснии и Герцеговины) и Республика Сербская Краина (восток современной Хорватии). Красно-сине-белый флаг с сербским крестом является ныне флагом Сербской православной церкви.

## Галерея

Реконструкция флага Стефана Владислава
Флаг Сербского царства
Реконструкция флага царя Душана
Флаг Первого сербского восстания 1804 года
Один из флагов Первого сербского восстания
Флаг Сербии по Конституции 1835 года
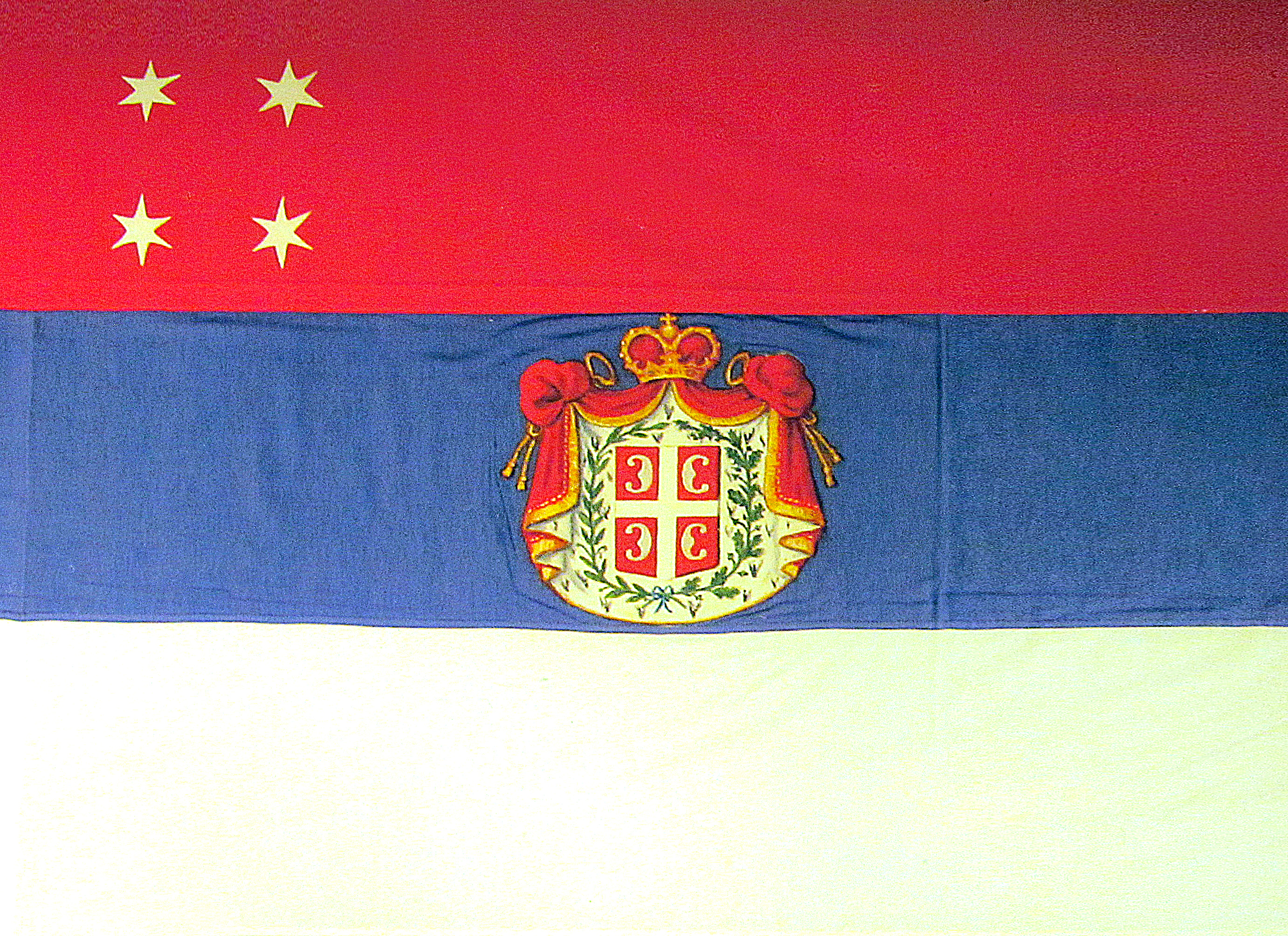
Флаг Княжества Сербии в 1839 году
Флаг Недичевской Сербии
Флаг Социалистической Республики Сербии
Флаг Республики Сербия в составе Третьей Югославии
Флаг Сербии с 2004 по 2010 годы
Современный флаг Сербии
Флаг Республики Сербской
Флаг Республики Сербская Краина
Флаг Сербской православной церкви